# Patou Ebunga
Pour les articles homonymes, voir Simbi (homonymie).
Ebunga Simbi, né le 6 août 1983, est un footballeur congolais (RDC).
Il évolue au poste de défenseur au Celéste FC, un club congolais de football basé dans la ville de Mbandaka.

## Biographie
En 2014, il est vice-champion de la ligue des champions de la caf, après la finale perdue contre l'ES Sétif (Algérie), alors qu'il est capitaine de son équipe, qu'il a rejointe en 2010.
En 2020, après un long parcours à l'étranger, il retrouve l'AS Vita Club et en devient le capitaine.